# Win- och Spirituosa Aktiebolaget
Win- och Spirituosa Aktiebolaget var ett bolag bildat 1872 med verksamhet i Stockholm, Göteborg, Malmö, Motala, Karlshamn och i Kristianstad grundat av brännvinskungen Lars Olsson Smith.

## Champagnekrig
L O Smith försökte börja ett champagnekrig. Han utmanade  de stora champagnetillverkarna och pekade i annonser och trycksaker ut dem för deras hutlösa överpriser. Själv så ville Smith erbjuda svenska folket viner som var lika goda men billigare. Hans bolag Win & Spirituosa Aktiebolaget köpte upp champagne från mindre producenter som var nya exportörer. Flaskorna fick etiketter i Sverige med namn som Guldlejonet (Lion d Ór), Gulddroppen och Guldkronan. Det sena 1800-talet var inte rätt tid för i Sverige dominerade brännvinet och Smith fick rea ut stora delar av sitt vinlager. 1878 fick Vin och Spirituosa aktiebolaget sälja ut hela sitt sortiment av Gulddroppen men även av av märkena Guldlejon och Guldkronan.

## Win- och Spirituosas sortiment och försäljning
Via Vin & Spirituosa AB såldes en stor mängd andra alkoholhaltiga drycker. En priskurant från 1877 tydliggör vilken bredd som Vin – och Spirituosa AB hade i sitt sortiment. Prislistan tar upp drycker från stora delar av världen. Viner från Frankrike och Tyskland varvas med sprit från Holland och Jamaica och även öl från Storbritannien.  Smiths produkter var billigare än andra mer exklusiva märken. I många fall var det äkta produkter, men i andra fall  var det inte så. Med sitt stora sortiment ville L.O. Smith bredda det svenska folkets dryckesvanor till andra typer av alkoholhaltiga drycker. Budgetchampagnen Gulddroppen, kostade hos Vin & Spiritousa AB bara hälften av de exklusiva märkena. Priskuranten gav utöver pris beskrivningar av produkternas smak, och hur mycket socker och procent alkohol de innehöll. Produktbeskrivningarna ville utbilda konsumenterna i kunskap om dryckerna. De berättar ingående om olika vindistrikt, tillverkare och drycker.

## Försäljningsorganisation
Via stora auktioner på Reimersholme sålde bolaget vin, champagne och sprit. Varorna var packade i lådor. Kontant betalning gällde men frakten var fri inom Stockholm. Auktionerna var välbesökta, men inte bara varorna drog folk, utan många vill se brännvinskungen som skötte auktionerna. Runt om i landet hade Vin & Spirituosas filialer, ofta vid andra tillverkares fabriker. Filialer fanns bland annat  i Malmö, Göteborg och Motala men i Motala sålde Smith främst brännvin och punsch. I Karlshamn såldes även produkter från Hellerström och Bergs fabriker som Smith hade köpt upp. Smiths produkter såldes också på provision hos lokala vinhandlare. Verksamheten drevs också från Kristianstad. 1873 övertog bolaget tomt nr 7 i kvarteret Vapenbrodern i Kristianstad av L.O. Smith & Co. När verksamhet upphörde är okänt men 1879 togs tomten över Skånska spritfabriksaktiebolaget alltså i praktiken förra ägaren till tomten.